# Trinh nữ xanh
Trinh nữ xanh (danh pháp khoa học: Mimosa invisa) là một loài thực vật có hoa trong họ Đậu. Loài này được Colla miêu tả khoa học đầu tiên.

## Hình ảnh

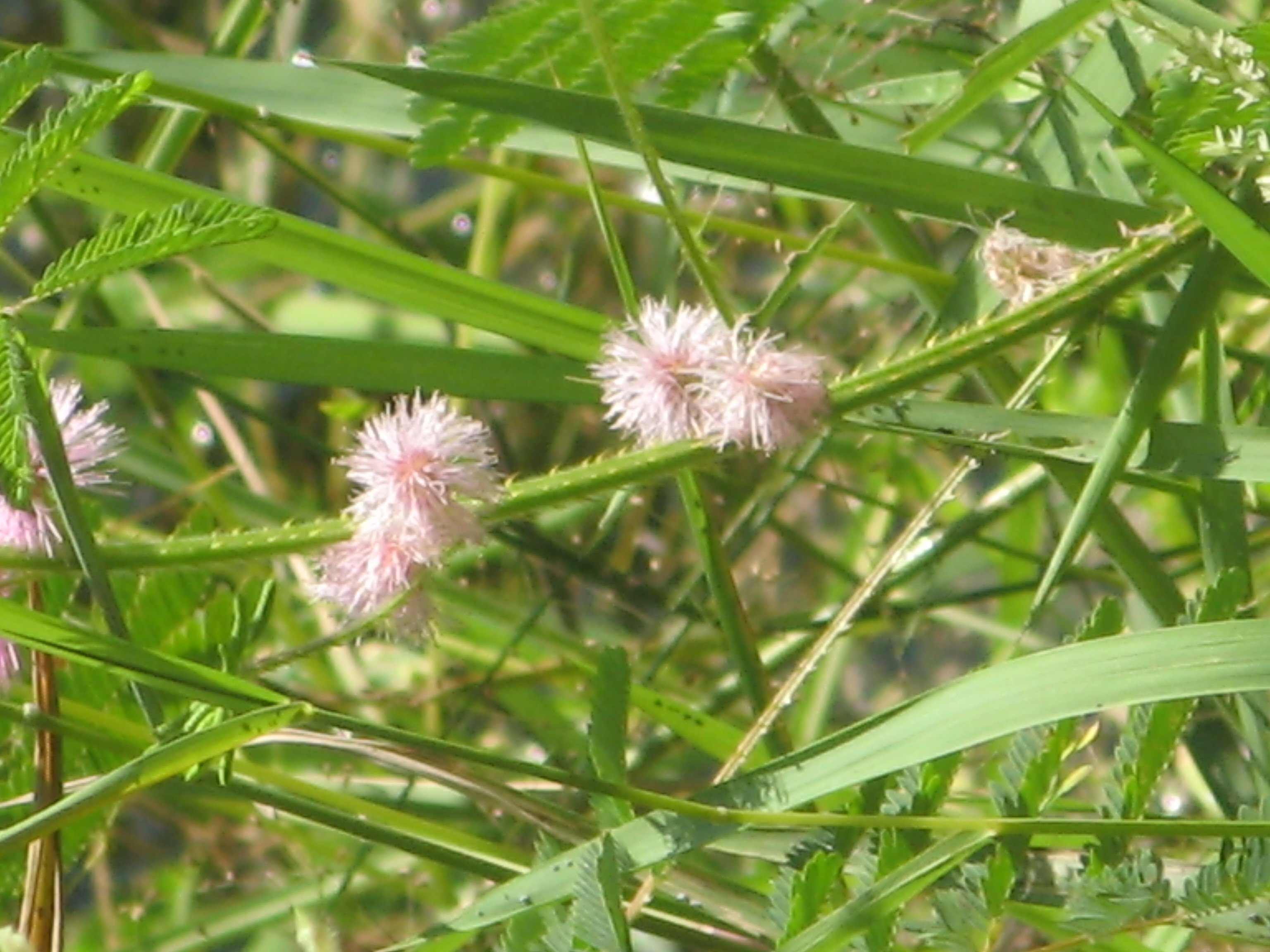
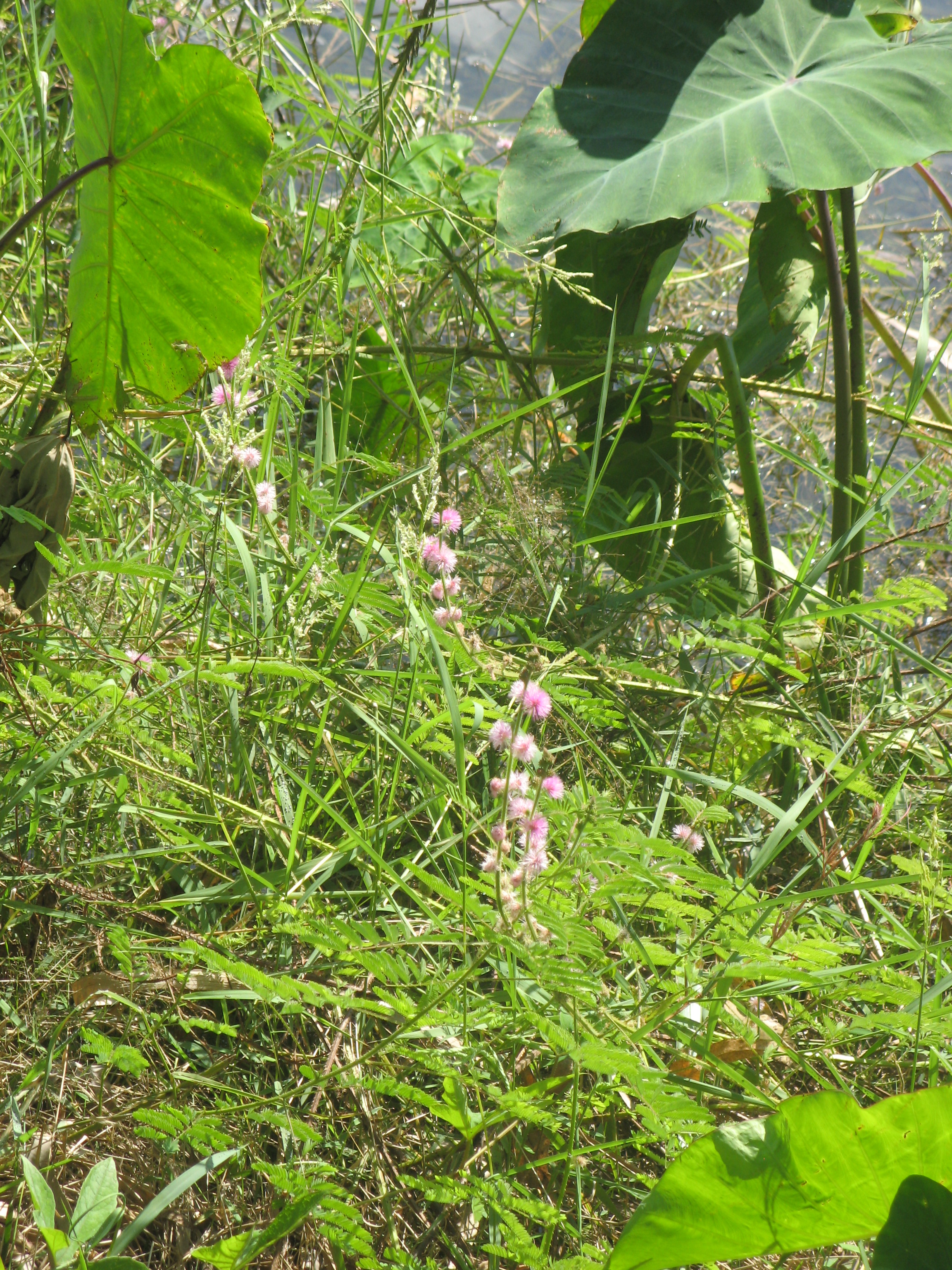
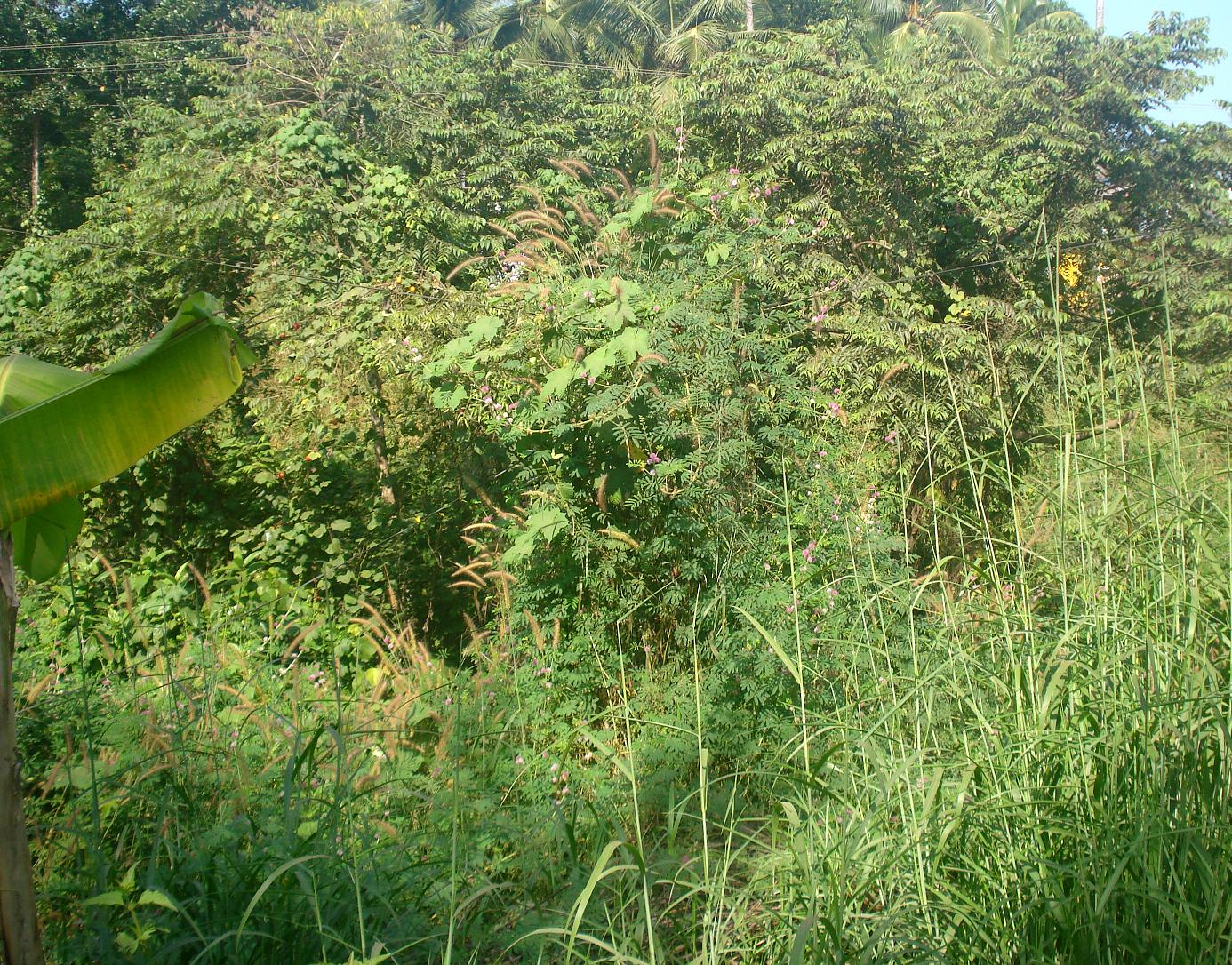
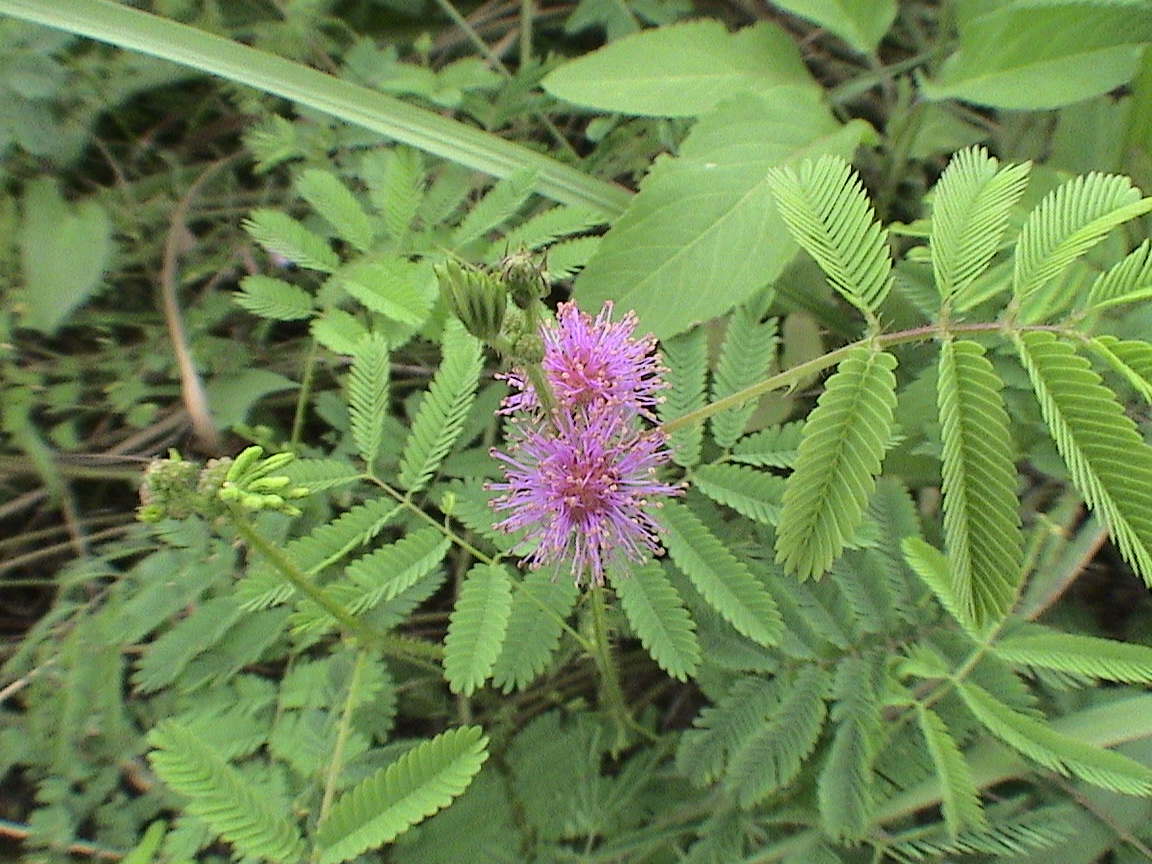